# Сем Робардс
Сем Прідо Робардс (англ. Sam Prideaux Robards; нар. 16 грудня 1961, Нью-Йорк) — англо американський актор.

## Раннє життя та освіта
Сем Робардс народився в Нью-Йорку в родині актора Джейсона Робардса та актриси Лорен Беколл. Закінчив Коледж Сари Лоуренс. Восени 1980 року Робардс відвідував Театральний центр Юджина О'Ніла.

## Кар'єра
Розпочав акторську кар'єру в 1980 році в офф-бродвейській постановці «Альбому», а його дебют в художньому кіно відбувся в фільмі Пола Мазурскі «Буря» у 1982 році.
Робардс з'явився разом зі своїм батьком у фільмі «Яскраві вогні, велике місто» 1988 року, який є їхньою єдиною спільною роботою (Джейсон Робардс помер 2000 року). Разом з матір'ю він знявся у фільмі Роберта Альтмана «Висока мода» 1993 року. Він зіграв роль Гарольда Росса, першого редактора The New Yorker, у біографічному фільмі Алана Рудольфа про Дороті Паркер «Місіс Паркер і порочне коло» 1994 року. Його ім'я з'явилося в титрах таких фільмів, як «Фанданґо», «Військові втрати», «Краса по-американськи», «Штучний розум», «Життя як будинок», «По той бік» і «Домашня робота».
У 2002 році Робардс був номінований на премію «Тоні» за кращу чоловічу роль у бродвейській постановці п'єси Артура Міллера «Людина, якій так щастило». У липні 2008 року Робардс почав грати роль Річарда Ганнея в нью-йоркській постановці п'єси «39 кроків».
На телебаченні Робардс грав другорядні ролі в телесеріалах «Зміна способу життя», «Спін-Сіті», «Західне крило», «Закон і порядок», «Закон і порядок: Злочинний намір», «Секс у великому місті», «За гранню можливого», «Тіло як доказ», «Пліткарка» і «Тримей». У телесеріалі «Соціопат» він зіграв одну із головних ролей.

## Особисте життя
Робардс одружився з актрисою Сьюзі Еміс у 1984 році, після того, як вони разом знімалися у фільмі «Фанданґо», разом із Кевіном Костнером. У квітні 1990 року у подружжя народився син Джаспер, а у 1994 році вони розлучилися. У 1997 році Робардс одружився з датською моделлю Сідсель Дженсен. У пари є двоє синів.